# Обжим (водолаза)
Обжим или обжатие — болезненное состояние водолаза, которое возникает из-за разницы давлений на те участки тела, которые заключены в жёсткие элементы водолазного снаряжения (водолазная маска, шлем и т. п.) и на всё остальное тело, которое защищено эластичным гидрокостюмом (водолазной рубахой). Наиболее часто обжим возникает когда давление окружающей среды больше давления подаваемой дыхательной газовой смеси, например:
- в случаях слишком быстрого погружения на глубину при недостаточной подаче дыхательной смеси из-за чего под водолазной рубахой уменьшается объём воздушной подушки,
- в случае прокола или разрыва водолазной рубахи в её верхней части с выходом части воздушной смеси на поверхность,
- при возникновении перебоев, уменьшения или прекращения подачи дыхательной смеси водолазу на глубине,
- в ситуации срыва и падения водолаза со спускового конца,
- в ситуации быстрого стравливания воздуха головным клапаном вентилируемого снаряжения,
- в случае переворачивания водолаза в вентилируемом снаряжении вверх ногами.

В целях избежания обжима во время погружения настоятельно рекомендуется отслеживать давление в подшлемном пространстве (под маской) и выравнивать его с внешним.

## Признаки
Обжим действует на те участки тела, которые не защищены элементами жёсткого снаряжения, как правило, он приводит к расстройствам кровообращения и дыхания, перепадам артериального и венозного давления. При наступлении обжима грудной клетки водолаза его вдох затруднён, давление в шлеме ниже внешнего и из-за этого кровь приливает в верхние отделы груди и к голове. Возможно появление кровотечения из носа или ушей, а также — выделение мокроты с кровью.
Если внешнее давление превысит внутреннее на 120—130 мм ртутного столба, превышая таким образом силу дыхательной мускулатуры, процесс дыхания становится невозможным.

## Последствия

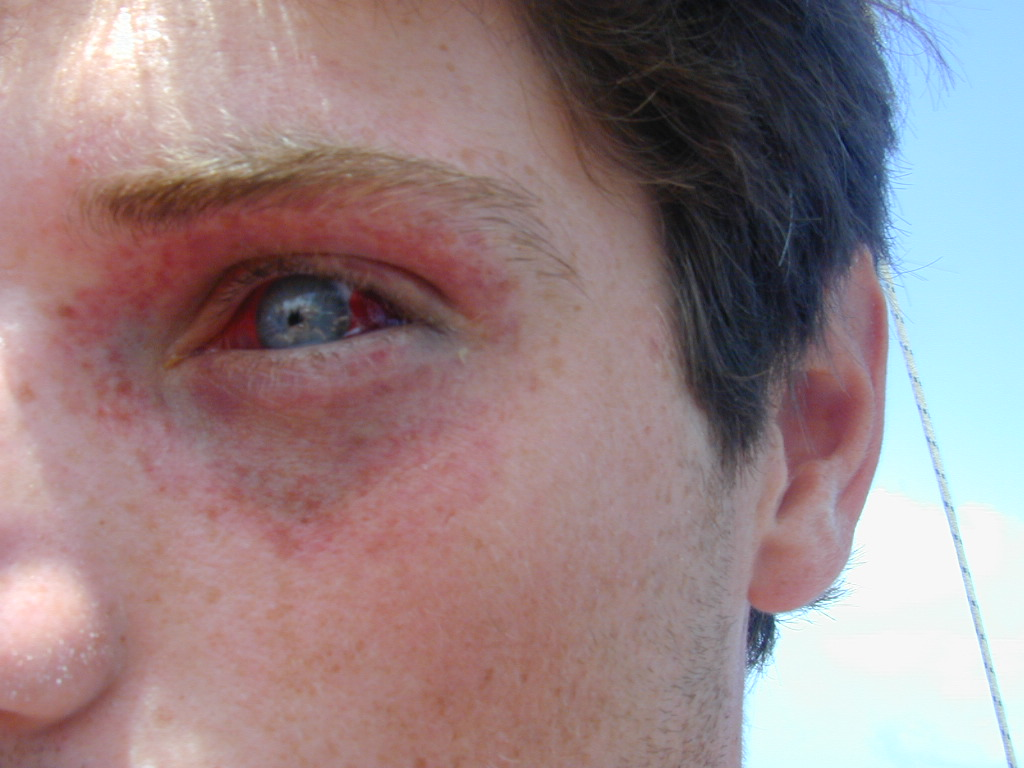
Баротравма глаз

Результатом обжима могут быть нарушения кровобращения различной степени тяжести у тех участков тела, которые находятся под прикрытием жёсткого снаряжения, начиная с точечных кровоизлияний под кожей и в слизистых оболочках до повреждений тканей, значительных кровотечений, затруднений с дыханием, которые в особо тяжёлых ситуациях могут привести к летальному исходу.
После возвращения на поверхность могут появиться синяки под глазами и возникнуть покраснение глазных белков.
В наиболее тяжёлых случаях, которые возникают при падении на глубину, может произойти вдавливание тела в жёсткий шлем, что может иметь последствия в виде переломов ключиц, рёбер, шейного отдела позвоночника и разрывом спинного мозга.